# El Rojo
El Rojo è un film di coproduzione italiana e spagnola del 1966, diretto da Leopoldo Savona con lo pseudonimo Leo Colman.

## Trama
Nel Nuovo Messico una famiglia di pionieri viene massacrata mentre prende possesso di una miniera d'oro e la responsabilità viene attribuita agli indiani. Diversi anni dopo, nella cittadina di Gold Hill arriva un misterioso personaggio chiamato El Rojo, il quale deve vedersela con quattro malfamati individui che dettano legge in quel luogo: Lasky, Navarro, Wallace e Ortega.
Grazie all'aiuto di un indiano, Wallace è il primo ad essere ucciso; poi è il turno di Ortega, che viene fatto fuori dentro una miniera; Navarro segue la sorte degli altri durante una festa; infine il capo dei malviventi, Lasky, grazie al tradimento di Consuelo, sua ex amante e adesso legatasi a El Rojo, viene trascinato con uno sceriffo corrotto alla cittadina dove la famiglia è stata trucidata.
In quell'occasione, fa confessare a Lasky di essere il colpevole dell'eccidio, rivelandogli inoltre la sua vera identità: Donald Sorensen, l'unico superstite. Consuelo gli consegna la chiave che serve ad accedere al tesoro della miniera, ma viene uccisa da alcuni pistoleri. Donald deve vedersela infine con il loro capo, Nero Burt, mascherato a causa di una ferita sul viso, che reclama la sua parte del bottino.

## Distribuzione
Il film in Italia ottenne il visto di censura n. 47.635 del 30 agosto 1966 per una lunghezza della pellicola di 2.316 metri e con tagli in quattro scene ed ebbe la prima proiezione il 1º settembre 1966. In Spagna uscì con il titolo Texas el Rojo e in Germania con il titolo El Rocho - Der Töter nel maggio del 1968.

## Curiosità
Secondo il Dizionario del western all'italiana di Marco Giusti, che cita l'aiuto regista del film, Gianfranco Baldanello, il regista Mario Costa era stato scelto per dirigere la pellicola, ma lasciò il set dopo una settimana, sostituito da Savona, per i suoi litigi con il protagonista, Richard Harrison.